# Francena McCorory

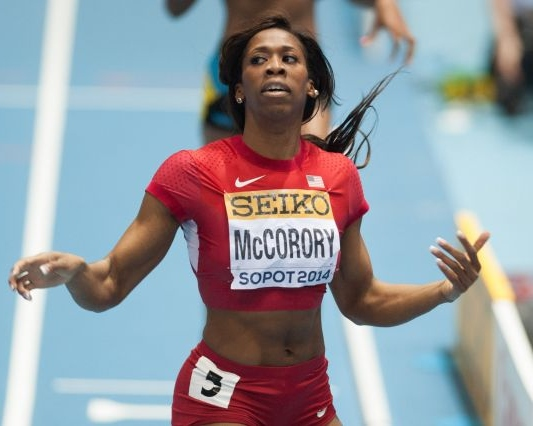
Francena McCorory bei den Hallenweltmeisterschaften 2014 in Sopot

Francena McCorory (* 20. Oktober 1988 in Los Angeles) ist eine US-amerikanische Sprinterin. Sie war 2011 Weltmeisterin und 2012 Olympiasiegerin mit der 4-mal-400-Meter-Staffel.
Sie wurde 2010 und 2011 Zweite im 400-Meter-Lauf bei den US-amerikanischen Meisterschaften. In der Halle lief McCorory 2010 in Fayetteville in 50,54 Sekunden Landesrekord. Bei den Weltmeisterschaften 2011 in Daegu führte McCorory die US-amerikanische Mannschaft um Sanya Richards-Ross, Allyson Felix und Jessica Beard als Schlussläuferin zum Sieg in der 4-mal-400-Meter-Staffel. Im 400-Meter-Lauf war sie zuvor Vierte geworden.
2012 gewann sie beim Adidas Grand Prix in New York und verbesserte dabei ihre persönliche Bestleistung auf 50,06 Sekunden. Bei den Olympischen Spielen in London gewann sie mit der US-Staffel in der Aufstellung DeeDee Trotter, Allyson Felix, Francena McCorory und Sanya Richards-Ross Gold. Im Einzellauf wurde sie Siebte.
Bei den Weltmeisterschaften 2013 in Moskau und 2015 in Peking gewann sie mit der US-Staffel jeweils die Silbermedaille.
McCorory studierte Psychologie an der Hampton University.